# Де ла Конча Кастаньеда, Хуан
Хуан де ла Конча Кастаньеда (исп. Juan de la Concha Castañeda; 29 августа 1818, Пласенсия — 30 августа 1903, Мадрид) — испанский юрист и государственный деятель. Министр финансов Испании с ноября 1891 по декабрь 1892 года.

## Биография
Хуан де ла Конча родился 29 августа 1818 года в городе Пласенсия, в семье Хосе де ла Кончи и Марии Перес де Альдегуэллы дель Баррио.
После изучения права в университете Саламанки он переехал в Мадрид, где вступил в Мадридскую коллегию адвокатов в 1841 году. На государственную службу Хуан впервые поступил в 1844 году, в качестве судьи первой инстанции в городе Пастрана. Годом позже, уже находясь в Гвадалахаре, он займёт пост советника в правительстве провинции, а затем, на некоторое время, становится её временным губернатором. Вернувшись в Мадрид, после приобретения опыта в центральной Испании, де ла Конча становится сотрудником бухгалтерского отдела Министерства внутренних дел. После Испанской революции 1854 года, в результате которой к власти пришли прогрессисты, Хуан де ла Конча, как консервативный политик, решил на некоторое время оставить государственную службу.
В большую политику он вернётся спустя почти десятилетие, получив в результате выборов 1863 года, место депутата в испанском конгрессе от провинции Касерес. На этом посту Хуан сделал упор на экономическую составляющую внутренней политики, приняв активное участие в обсуждении бюджетов и деятельности казначейства. В 1866 году по предложению Маркиза Барзанальяна, он был назначен директором главного управления собственности министерства финансов испании. На выборах 1867 года он был переизбран на четырёхлетний срок в испанский конгресс, но из-за государственного переворота 1868 года был вынужден покинуть все государственные посты на шесть лет.
В декабре 1874 года, с началом реставрации Бурбонов, Хуан де ла Конча вернулся на руководящий пост в управление собственности министерства финансов. Через полтора года вступив в Либерально-консервативную партию, Хуан де ла Конча избирается от провинции Касерес в Сенат Испании.